# Лівінгстон (Теннессі)
Лівінгстон (англ. Livingston) — місто (англ. town) в США, в окрузі Овертон штату Теннессі. Населення — 3905 осіб (2020).

## Географія
Лівінгстон розташований за координатами 36°23′16″ пн. ш. 85°19′38″ зх. д. / 36.38778° пн. ш. 85.32722° зх. д. (36.387910, -85.327301).  За даними Бюро перепису населення США в 2010 році місто мало площу 16,75 км², з яких 16,68 км² — суходіл та 0,06 км² — водойми.

## Демографія
Згідно з переписом 2010 року, у місті мешкало 4058 осіб у 1701 домогосподарстві у складі 1017 родин. Густота населення становила 242 особи/км².  Було 1924 помешкання (115/км²).
Расовий склад населення:
| - 96,9 % — білих - 0,9 % — чорних або афроамериканців - 0,2 % — корінних американців - 0,2 % — азіатів |

До двох чи більше рас належало 1,1 %. Частка іспаномовних становила 1,6 % від усіх жителів.
За віковим діапазоном населення розподілялося таким чином: 19,9 % — особи молодші 18 років, 58,6 % — особи у віці 18—64 років, 21,5 % — особи у віці 65 років та старші. Медіана віку мешканця становила 44,1 року. На 100 осіб жіночої статі у місті припадало 88,0 чоловіків;  на 100 жінок у віці від 18 років та старших — 82,9 чоловіків також старших 18 років.
Середній дохід на одне домашнє господарство  становив 40 297 доларів США (медіана — 29 978), а середній дохід на одну сім'ю — 50 640 доларів (медіана — 35 955). Медіана доходів становила 32 135 доларів для чоловіків та 24 647 доларів для жінок. За межею бідності перебувало 30,2 % осіб, у тому числі 53,7 % дітей у віці до 18 років та 15,1 % осіб у віці 65 років та старших.
Цивільне працевлаштоване населення становило 1410 осіб. Основні галузі зайнятості: освіта, охорона здоров'я та соціальна допомога — 23,1 %, виробництво — 20,4 %, роздрібна торгівля — 12,4 %, науковці, спеціалісти, менеджери — 10,9 %.